# آیدکس بایومتریکس
آیدکس بایومتریکس (انگلیسی: IDEX Biometrics) شرکت داروسازی نروژی است، که در سال ۱۹۹۶ تأسیس شد.